# 体育大学
体育大学（たいいくだいがく）は、体育（英: physical education）を専門とする大学。

## 主な大学
下記の大学（あるいは高等教育機関）を示す可能性がある。現地で優勢な言語あるいは日本語での名称に「体育」に該当する語を含むもの。
50音順の国と地域別で示す。
- アルメニア

アルメニア国立体育大学
- インド
  - タミル・ナードゥ体育スポーツ大学（タミル語版、英語版）
- ウクライナ
  - ウクライナ国立体育大学（ウクライナ語版、英語版）
  - リヴィウ国立体育大学（ウクライナ語版、英語版）[2]
  - ハルキウ国立体育大学（ウクライナ語版、英語版）[1]
- ウズベキスタン
  - ウズベキスタン国立体育大学（ウズベク語版）[1]
- カザフスタン
  - カザフスポーツ観光大学（カザフ語版）[1][3]
- 韓国（大韓民国）
  - 韓国体育大学校
- 北朝鮮（朝鮮人民共和国）
  - 朝鮮体育大学（中国語版）
- キューバ
  - マニュエル・ファハルド国立体育大学[1][2]
  - スポーツ体育国際大学（スペイン語版）
- 台湾（中華民国）
  - 国立台湾体育運動大学
  - 国立体育大学
- 中国（中華人民共和国）
  - 北京体育大学（中国語版、英語版）（北京体育学院、旧中央体育学院）
  - 上海体育学院（中国語版、英語版）
  - 武漢体育学院
  - 成都体育学院
  - 瀋陽体育学院（中国語版）
  - 西安体育学院（中国語版）
  - 広州体育学院（広東語版、中国語版）
- ドイツ
  - ドイツ体育大学ケルン（ケルン体育大学）
- トルクメニスタン
  - トルクメニスタンスポーツ観光大学（ロシア語版、英語版）[1]（かつてトルクメニスタン国立体育大学とも）[3]
- 日本
  - 日本体育大学
  - 日本女子体育大学
  - 東京女子体育大学
  - 大阪体育大学
  - 鹿屋体育大学

＊注：仙台大学と国際武道大学の2大学は、正式校名が体育大学とはなっていないが、体育学部のみの単科大学（体育専門）であるので、正式（内容的）には体育大学である。他に中京女子大学（現・至学館大学）も体育学部のみしかない大学、いわゆる体育大学であったが、後に家政学部を設置し総合大学となった。1995年には体育学部の名称を健康科学部（健康スポーツ科学科）に改組している。
- ブルガリア
  - ヴァシル・レフスキ国立スポーツ大学（ブルガリア語版、英語版）[1]（かつての名称は「体育」の語を含んだ[4]）[3]
- ポーランド
  - ユゼフ・ピウスツキ体育大学ワルシャワ（ポーランド語版、英語版）
- モンゴル
  - モンゴル国立体育大学（モンゴル語キリル文字表記: Үндэсний Биеийн Тамирын Дээд Сургууль）[5][1]
- ラトビア
  - ラトビアスポーツ教育大学（ラトビア語版）[1]（かつてラトビア国立体育大学とも）[3]
- リトアニア
  - リトアニア体育大学
- ルーマニア
  - 国立体育スポーツ大学（ルーマニア語版、英語版）（少なくとも12回、名称を変更し2009年以降は、’’Universitatea Naţională de Educaţie Fizică şi Sport’’ (U.N.E.F.S.)としている。）
- ロシア
  - ロシア国立体育スポーツ青少年観光大学[2]
  - P. F. レスガフト国立体育スポーツ健康大学（ロシア語版、英語版）[2]
  - 体育軍事大学（ロシア語版）[1][2]
  - ヴォロネジ国立体育大学（ロシア語版）[1][2]
  - 極東国立体育大学（ロシア語版）[1][2]
  - モスクワ国立体育大学（ロシア語版）[1][2]
  - ロストフ・ナ・ドヌ体育スポーツ大学（ロシア語版）[1][2]
  - スモレンスク国立体育スポーツ観光大学（ロシア語版）[1][2]